# میخائیل توخاچفسکی
میخائیل نیکلایویچ توخاچفسکی (روسی: Михаи́л Никола́евич Тухаче́вский؛ زاده ۱۶ فوریهٔ ۱۸۹۳ – درگذشته ۱۲ ژوئن ۱۹۳۷) ملقب به ناپلئون سرخ، یک ژنرال اهل اتحاد جماهیر شوروی بود. وی از معدود نظامیان مدرن شوروی در دهه ۳۰ میلادی بود. در جریان تصفیه‌های مشهور دهه ۳۰ شوروی، وی از خطرناکترین مخالفان و توطئه‌گران علیه ژوزف استالین و رژیم اش شناسایی شد و محاکمه و اعدام گردید. 